# Gert Vanderaerden
Gert Vanderaerden (* 23. Januar 1973 in Herk-de-Stad) ist ein ehemaliger belgischer Radrennfahrer.

## Sportliche Laufbahn
Gert Vanderaerden gewann 1994 zwei Etappen bei der Ronde van Limburg. Im nächsten Jahr war er dort wieder bei einem Teilstück erfolgreich und er gewann zwei Etappen bei der Tour de Namur. Ende der Saison fuhr er für das belgische Radsportteam Palmans als Stagiaire und bekam für das folgende Jahr einen Profivertrag. In seiner ersten Saison dort wurde er Erster der Gesamtwertung bei der Coca-Cola-Trophy und er gewann eine Etappe bei der Österreich-Rundfahrt. 1998 war Vanderaerden bei der Omloop Vlaamse Scheldeboorden erfolgreich. In der Saison 2001 fuhr er für die belgische Mannschaft Vlaanderen-T Interim und 2002 wechselte er wieder zurück zu Palmans. Dort wurde er 2002 Dritter im Straßenrennen der belgischen Meisterschaft und 2004 gewann er den Circuito de Getxo. Im nächsten Jahr gewann er die Internationale Wielertrofee Jong Maar Moedig, zwei Etappen bei der Ronde van Vlaams-Brabant und er wurde belgischer Amateur-Meister. 2006 gewann Vanderaerden mit seinem Team Yawadoo-Colba-ABM das Three Corners Criterium in Ägypten und 2007 fuhr er für das Professional Continental Team DFL-Cyclingnews-Litespeed.
Sein Vater Lucien Vanderaerden war ebenso professioneller Radrennfahrer, wie auch seine älteren Brüder Eric Vanderaerden und Danny Vanderaerden. Michael Vanderaerden, sein Neffe, der 1987 geboren wurde, hat auch eine Karriere als Radrennfahrer begonnen und fuhr bis 2011 als Profi.

## Erfolge
1996
- Sieger Coca-Cola-Trophy
- eine Etappe Österreich-Rundfahrt

1998
- Omloop Vlaamse Scheldeboorden

2004
- Circuito de Getxo

2005
- Internationale Wielertrofee Jong Maar Moedig

## Teams
- 1995 Palmans-Ipso (Stagiaire)
- 1996 Palmans
- 1997 Palmans-Lystex
- 1998 Palmans-Ideal
- 1999 Palmans-Ideal
- 2000 Palmans-Ideal
- 2001 Vlaanderen-T Interim
- 2002 Palmans-Collstrop (ab 26.03.)
- 2003 Palmans-Collstrop
- 2004 MrBookmaker.com-Palmans
- 2006 Yawadoo-Colba-ABM
- 2007 DFL-Cyclingnews-Litespeed